# آرتور کروداپ
آرتور کروداپ (انگلیسی: Arthur Crudup؛ ۲۴ اوت ۱۹۰۵ – ۲۸ مارس ۱۹۷۴) یک موسیقی‌دان اهل ایالات متحده آمریکا بود. وی بین سال‌های ۱۹۳۹ تا ۱۹۷۴ میلادی فعالیت می‌کرد.